# Wilhelm Göcke
Wilhelm Göcke (* 12. Februar 1898 in Schwelm, Westfalen; † 20. Oktober 1944 in Fontana Liri, Italien) war ein SS-Standartenführer, SS-Obersturmbannführer der Reserve der Waffen-SS und Lagerkommandant des KZ Warschau und KZ Kauen.

## Leben
Göcke brach nach Ausbruch des Ersten Weltkrieges seine Schulausbildung ab und meldete sich als 16-Jähriger freiwillig zum Militär. Im Rang eines Leutnants erlebte er das Kriegsende und schloss sich 1919 dem nationalistischen Freikorps Lützow an. 
Göcke trat zum 1. Oktober 1930 der NSDAP (Mitgliedsnummer 335.455) und 1931 der SS bei (SS-Nummer 21.529). Ab April 1933 war er in führender Funktion bei unterschiedlichen SS-Standarten eingesetzt. 
Wilhelm Göcke war ab Juni 1942 Leiter des Arbeitslagers Narvik in Norwegen und ab Juli 1942 im KZ Mauthausen als Leiter eines Lagers eingesetzt. Ab Juli 1943 fungierte er als Lagerkommandant des KZ Warschau und ab September 1943, ebenfalls als Lagerkommandant, im KZ Kauen in Litauen. Diese Funktion bekleidete Göcke bis Juni 1944. Danach wurde er dem Höheren SS- und Polizeiführer (HSSPF) in der „Operationszone Adriatisches Küstenland“ Odilo Globocnik unterstellt und bei einem Einsatz gegen Partisanen im Oktober 1944 getötet. 
Göcke war nach Zeugenaussagen an der Erschießung von Juden beteiligt.